# Wattenberg
Wattenberg est une commune autrichienne du district d'Innsbruck-Land dans le Tyrol.

## Histoire